# Dengfeng
Dengfeng (chinês: 登封, pinyin: Dēngfēng) é uma cidade-condado em Zhengzhou, província de Henan, na China. Na antiguidade era chamada de Yangcheng (chinês tradicional: 陽城, chinês simplificado: 阳城, pinyin: Yángchéng).
Dengfeng estende-se por uma área de 1.220 km e tem uma população de 630.000 habitantes.
Dengfeng encontra-se aos pés do Monte Song, uma das montanhas mais sagradas da China e é uma das razões pelas quais a cidade é um dos mais famosos centros espirituais do país e lugar de diversas instituições religiosas e templos como o Templo Taoísta Zhongyue, o Templo Shaolin budista ou a Academia Confuciana Songyang. Daí vem a expressão poética derivada da literatura chinesa "centro do céu e da terra".

## História
A primeira capital da Dinastia Xia, Yangcheng, foi construída a oeste do município de Gaocheng, às margens do Rio Yin e abaixo do sagrado Monte Song.
O famoso Mosteiro Shaolin, origem tradicional do Zen, encontra-se em Dengfeng.

## Lugares de interesse
- Observatório de Gaocheng
- Templo Huishan
- Portas de Qimu Que
- Monastério Shaolin e seu bosque de pagodas
- Portas Shaoshi Que
- Academia Songyang
- Pagode de Songyue
- Portas Taishi Que
- Templo Zhongyue

## UNESCO
A UNESCO inscreveu o Monumentos Históricos de Dengfeng como Patrimônio Mundial por "serem reflexos de diferentes maneiras de se perceber o centro do céu e da terra e o poder da montanha como um centro de devoção religiosa. São alguns dos melhores exemplos das construções chinesas antigas devotadas à ciência, tecnologia e educação"